# NGC 3697B
NGC 3697B is een spiraalvormig sterrenstelsel in het sterrenbeeld Leeuw. Het hemelobject werd op 24 februari 1827 ontdekt door de Britse astronoom John Herschel.

## Synoniemen
- MCG 4-27-45
- ZWG 126.64
- HCG 53C
- MK 1296
- PGC 35355